# Crveni Vrh
Crveni Vrh is een plaats in de gemeente Umag in de Kroatische provincie Istrië. De plaats telt 173 inwoners (2001).